# 박안수
박안수(朴安洙, 1968년 9월 23일~)는 대한민국의 군인으로 제51대 육군참모총장을 역임했다. 2024년 12월 3일, 윤석열 대통령의 비상계엄 선포에 따라 계엄사령부 계엄사령관으로 임명되었다.
1968년 9월 23일 경상북도 청도군 출생이다. 1986년 육군사관학교에 입교(46기)하였고, 1990년 3월 1일 육군 소위로 임관하였다.
대령 때 육군본부 정보작전참모부 작전과장 등, 준장 때 제2작전사령부 교육훈련처장과 제8군단 참모장, 지상작전사령부 작전참모부 작전계획처장 등으로 근무했다.
2023년 9월 26일 개최된 건군 제75주년 국군의 날 행사에서는 행사기획단장 겸 제병 지휘관 임무를 수행하였다. 같은해 10월 30일에는 육군참모총장으로 임명되었다.
2024년 12월 3일, 윤석열 대통령의 비상계엄 선포에 따라 구성된 계엄사령부의 계엄사령관으로 임명되었다. 박안수는 포고령을 통해 국회와 지방의회, 정당의 활동과 정치적 결사, 집회, 시위 등 모든 정치활동을 금하였으며, 언론과 출판 등의 통제를 선언하였다.
이 혐의로 인하여 박안수는 대기발령 상태가 되었으며, 고창준 대장(3사 26기)이 육군참모총장 직무대리로 부임했다. 2025년 2월 25일, 대한민국 국방부에 의해 직무배제 및 기소 휴직 조치를 받았다.

## 개인사
부인 손권희와 결혼하여 3남을 두었다.
한국기독군인연합회 국방부지회 지도위원을 거쳐 회장을 역임하였다.

## 학력
- 청도중앙초등학교(졸업)
- 덕원고등학교(졸업)
- 육군사관학교(졸업)
- 동국대학교 대학원(경영학 전공, 석사)[3]

## 경력
- 육군본부 정보작전참모부 작전과장
- 제2작전사령부 교육훈련처장
- 제8군단 참모장
- 지상작전사령부 작전참모부 작전계획처장
- 국군의 날 행사기획단장
- 육군참모총장
- 계엄사령부 사령관